# Cophylinae
Le Cofiline (Cophylinae Cope, 1889) sono una sottofamiglia di rane della famiglia Microhylidae, endemiche del Madagascar.

## Biologia
La sottofamiglia comprende specie sia terricole che fossorie che arboricole; tale differenza di comportamento è probabilmente il frutto di multipli adattamenti, occorsi in differenti momenti della storia evolutiva della sottofamiglia..
Lo sviluppo larvale dei Cophylinae differisce da quello della maggior parte dei microilidi. I loro girini si sviluppano in raccolte di acqua all'interno di buchi degli alberi (fitotelmi) o di nidi schiumosi o gelatinosi deposti sul terreno, e completano il loro sviluppo nutrendosi esclusivamente del tuorlo delle uova.
La maggior parte dei Cophylinae hanno dei canti di richiamo molto semplici, consistenti in una singola nota melodiosa, ripetuta ad intervalli regolari, per parecchi minuti.

## Tassonomia
Analisi di genetica molecolare indicano che Scaphiophryninae e Cophylinae formano un clade endemico del Madagascar, mentre le Dyscophinae appartengono ad una linea evolutiva separata, imparentata con i microilidi dell'Asia.
La sottofamiglia Cophylynae comprende i seguenti generi:
- Anilany Scherz, Vences, Rakotoarison, Andreone, Köhler, Glaw, and Crottini, 2016 (1 sp.)
- Anodonthyla Müller, 1892 (12 sp.)
- Cophyla Boettger, 1880 (23 sp.)
- Madecassophryne Guibé, 1974 (1 sp.)
- Mini Scherz, Hutter, Rakotoarison, Riemann, Rödel, Ndriantsoa, Glos, Roberts, Crottini, Vences, and Glaw, 2019 (3 sp.)
- Plethodontohyla Boulenger, 1882 (11 sp.)
- Rhombophryne Boettger, 1880 (20 sp.)
- Stumpffia Boettger, 1881 (42 sp.)

### Alcune specie

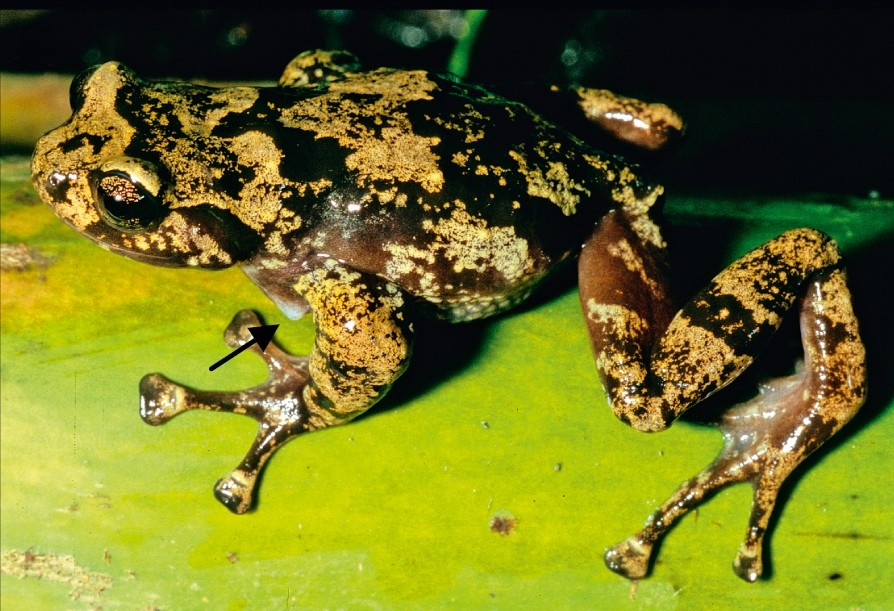
Anodonthyla rouxae
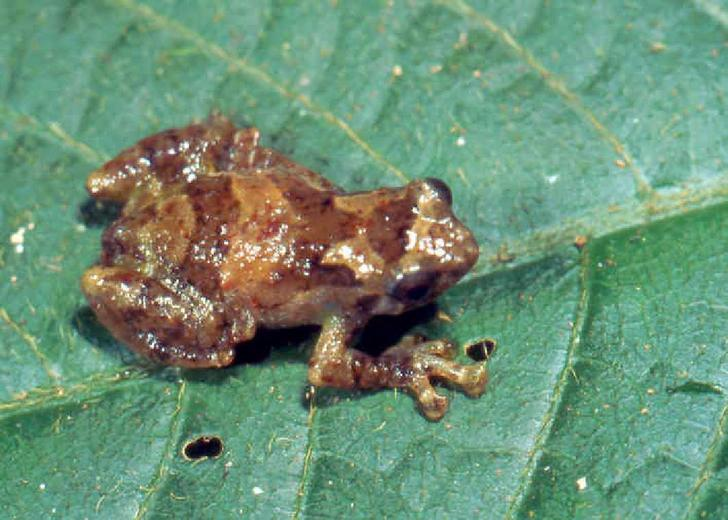
Cophyla occultans
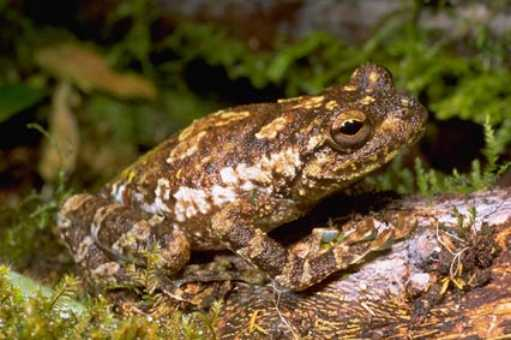
Cophyla grandis
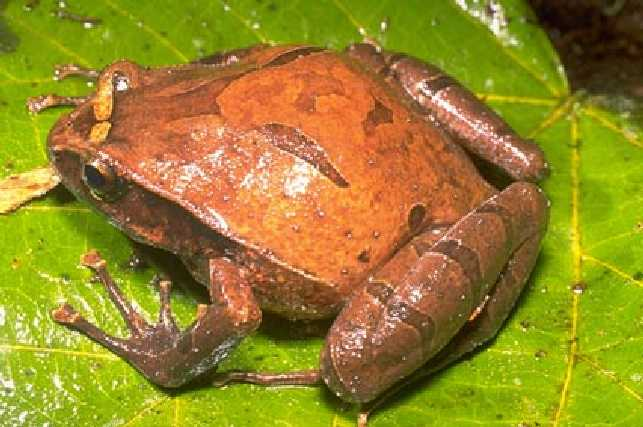
Plethodontohyla inguinalis
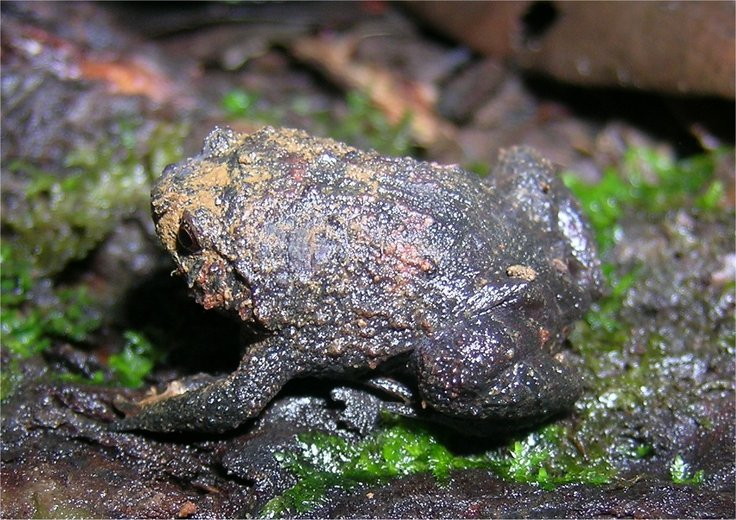
Rhombophryne coudreaui